# Albert Claessens (politicus)
Albert François Xavier Claessens (Antwerpen, 14 oktober 1900 - Mortsel, 2 april 1993), was een Belgisch bestuurder, ondernemer en politicus voor de CVP. Hij was burgemeester van Hove.

## Levensloop
Claessens werd geboren in een ondernemersgezin met drie kinderen. Hij liep school op achtereenvolgens het Onze-Lieve-Vrouwcollege van de Jezuïeten te Antwerpen en het Sint-Jozefcollege te Turnhout. Vervolgens studeerde hij aan het Sint-Ignatius te Antwerpen. Nadat hij zijn legerdienst had voltooid werd hij actief in het familiebedrijf Claessens Freres, een verf- en vernishandel gesticht door zijn vader Albert en oom Francis Claessens in 1887. In 1922 huwde hij met Marthe Victoire Bolsée, een huwelijk waaruit 12 kinderen voortkwamen. Ze waren woonachtig in achtereenvolgens een herenhuis in beaux-artsstijl in de Kardinaal Mercierlei 13 te Berchem, het kasteel Cappenberg en een villa in de Sterwijk.
Hij was stichtend lid van het VKW en ondervoorzitter van de ASKZ-pensioenkas. Bij de gemeenteraadsverkiezingen van 1946 was hij lijsttrekker voor de eengemaakte Katholieke Partij te Hove. In 1947 werd hij aldaar aangesteld als burgemeester, een mandaat dat hij uitoefende tot 1958. Onder zijn bestuur werden tal van straten heraangelegd, vond de verkaveling van de Vredewijk plaats en werd het gemeentehuis verplaatst naar kasteel Weyninckhoven.
In Hove is er een straat naar hem vernoemd, met de name de Albert Claessensstraat.